# Кубок Ізраїлю з футболу 2013—2014
Кубок Ізраїлю з футболу 2013–2014 — 75-й розіграш кубкового футбольного турніру в Ізраїлі. Титул вперше здобув Хапоель (Кір'ят-Шмона).

## Регламент
Кубкова стадія складається з двох раундів: регіонального та національного, саме з національного раунду (1/16 фіналу) стартують клуби Прем'єр-ліги.

## 1/16 фіналу
| Команда 1                           | Рахунок         | Команда 2                     |
| ----------------------------------- | --------------- | ----------------------------- |
| 28 січня 2014                       |                 |                               |
| Маккабі Секція (Маалот-Таршиха) (4) | 4:2             | Хапоель (Бака Ель-Гарбія) (4) |
| Хапоель (Кфар-Сава) (3)             | 1:1 дч пен. 4:3 | Маккабі (Назарет) (2)         |
| Хапоель (Єрусалим)                  | 0:1             | Хапоель (Рішон-ле-Ціон) (2)   |
| Хапоель (Рамат-ха-Шарон)            | 4:0             | Маккабі (Умм-ель-Фахм) (2)    |
| Хапоель (Кір'ят-Шмона)              | 3:0             | Хапоель (Акко)                |
| Маккабі (Петах-Тіква)               | 4:1             | Маккабі (Явне) (2)            |
| Хапоель (Бней-Лод) (2)              | 3:2 дч          | Хапоель (Афула) (2)           |
| Бейтар (Тель-Авів) (2)              | 0:1             | Хапоель (Назарет-Ілліт) (2)   |
| Хапоель (Беер-Шева)                 | 4:0             | Маккабі (Шаараїм) (3)         |
| Хапоель (Рамат-Ган) (2)             | 1:3 дч          | Маккабі (Нетанья) (2)         |
| Ашдод                               | 2:1 дч          | Маккабі (Тель-Авів)           |
| 29 січня 2014                       |                 |                               |
| Хапоель (Петах-Тіква) (2)           | 2:1             | Бней-Єгуда                    |
| Хапоель (Раанана)                   | 0:0 дч пен. 8:7 | Маккабі (Хайфа)               |
| Кафр-Касем (3)                      | 1:2             | Бней Сахнін                   |
| Бейтар (Єрусалим)                   | 2:0             | Маккабі (Бат-Ям) (3)          |
| Хапоель (Тель-Авів)                 | 1:2             | Хапоель (Хайфа)               |

## 1/8 фіналу
| Команда 1                           | Рахунок         | Команда 2                   |
| ----------------------------------- | --------------- | --------------------------- |
| 11 лютого 2014                      |                 |                             |
| Маккабі Секція (Маалот-Таршиха) (4) | 2:1             | Хапоель (Петах-Тіква) (2)   |
| Маккабі (Нетанья) (2)               | 1:0             | Хапоель (Назарет-Ілліт) (2) |
| Бней Сахнін                         | 0:1             | Хапоель (Рішон-ле-Ціон) (2) |
| Хапоель (Рамат-ха-Шарон)            | 1:1 дч пен. 8:7 | Ашдод                       |
| Хапоель (Бней-Лод) (2)              | 0:1             | Бейтар (Єрусалим)           |
| 12 лютого 2014                      |                 |                             |
| Хапоель (Раанана)                   | 1:2 дч          | Маккабі (Петах-Тіква)       |
| Хапоель (Хайфа)                     | 0:3             | Хапоель (Кір'ят-Шмона)      |
| Хапоель (Кфар-Сава) (3)             | 0:2             | Хапоель (Беер-Шева)         |

## Чвертьфінали
| Команда 1                   | Рахунок | Команда 2                           |
| --------------------------- | ------- | ----------------------------------- |
| 25 березня 2014             |         |                                     |
| Маккабі (Петах-Тіква)       | 8:0     | Маккабі Секція (Маалот-Таршиха) (4) |
| Маккабі (Нетанья) (2)       | 3:0     | Хапоель (Рамат-ха-Шарон)            |
| Хапоель (Рішон-ле-Ціон) (2) | 2:3     | Хапоель (Беер-Шева)                 |
| 26 березня 2014             |         |                                     |
| Хапоель (Кір'ят-Шмона)      | 2:0     | Бейтар (Єрусалим)                   |

## Півфінали
| Команда 1              | Рахунок | Команда 2             |
| ---------------------- | ------- | --------------------- |
| 16 квітня 2014         |         |                       |
| Маккабі (Петах-Тіква)  | 1:2     | Маккабі (Нетанья) (2) |
| Хапоель (Кір'ят-Шмона) | 2:1     | Хапоель (Беер-Шева)   |

## Фінал
| 7 травня 2014 20:00 (EEST) |

| Маккабі (Нетанья) (2) | 0:1 дч   | Хапоель (Кір'ят-Шмона) |
| --------------------- | -------- | ---------------------- |
|                       | Протокол | Абед 97'               |

| «Рамат-Ган», Рамат-Ган Глядачів: 30 000 Арбітр: Менаше Машіах |